# Leopold River
Der Leopold River ist ein Fluss im Norden des australischen Bundesstaates Western Australia. Er liegt in der Region Kimberley.

## Geografie
Der Fluss entsteht an den Osthängen des Mount Laptz im Ostteil der King Leopold Ranges aus den Quellbächen Looinguin Creek und Horse Creek. Er fließt nach Südwesten. Am Westende der Mueller Ranges, unterhalb der Margaret Gorge,  mündet der Leopold River in den Margaret River.

### Nebenflüsse mit Mündungshöhen
Der Leopold River hat folgende Nebenflüsse:
- Looinguin Creek – 331 m
- Horse Creek – 331 m
- Little Gold River – 193 m
- Saddlers Creek – 168 m

### Durchflossene Seen
Der Leopold River durchfließt einen Pool, der das ganze Jahr über mit Wasser gefüllt ist:
- Baramundi Pool – 174 m